# Defendente
Defendente  è un nome proprio di persona italiano maschile.

## Varianti
- Maschili: Defendi[1], Defendo[1][2]
- Femminili: Defendina[senza fonte]

## Origine e diffusione

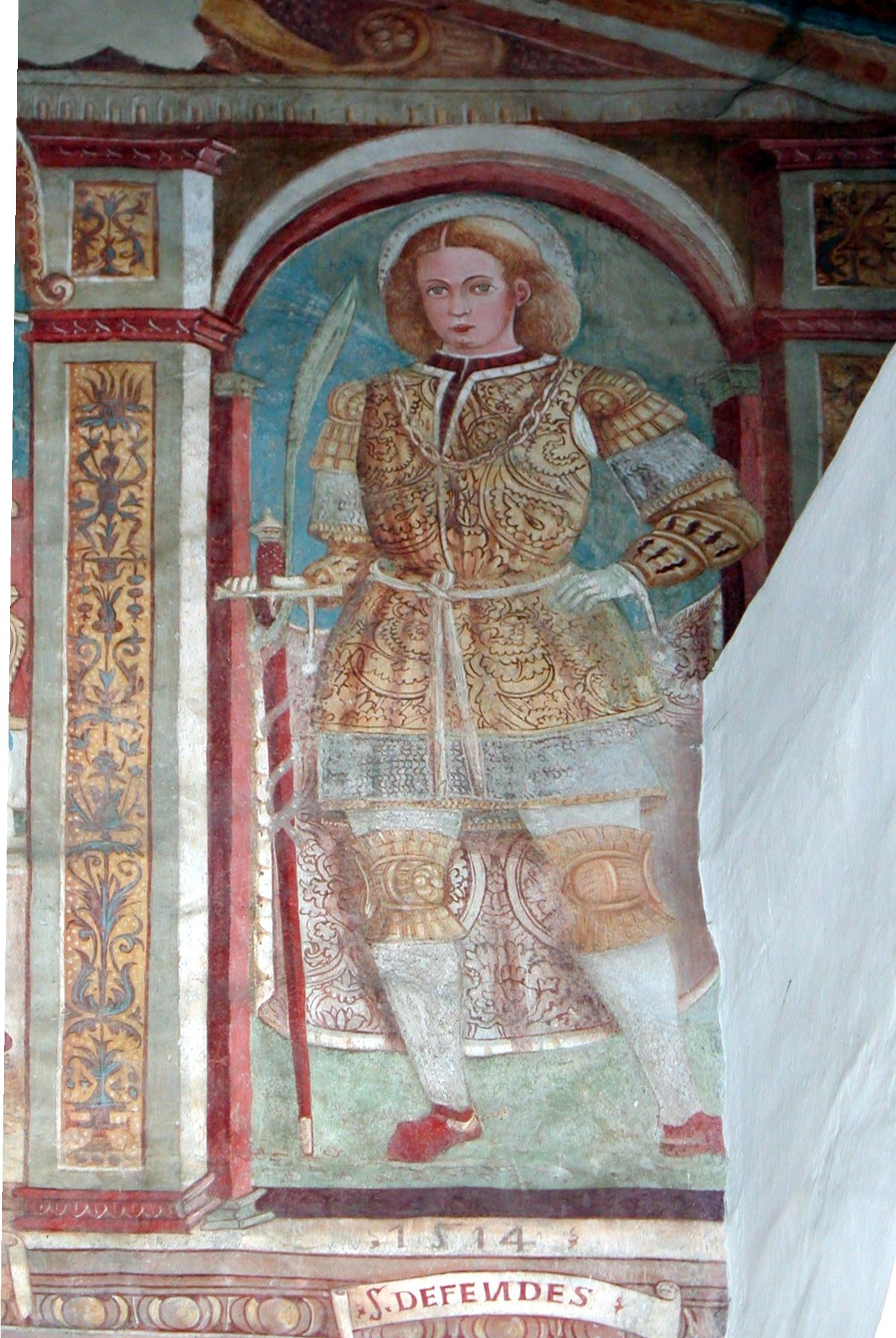
San Defendente

Nome di origine augurale, è basato sul participio presente del verbo latino defendere ("difendere", "proteggere"), quindi vuol dire "colui che difende", "difensore", "protettore".
Nome raro, la cui diffusione è legata al culto del santo così chiamato. La forma Defendi è attestata fin dal Duecento in Toscana, insieme a Bendefendi. È particolarmente diffuso in Lombardia, soprattutto nel bergamasco.

## Onomastico
L'onomastico ricorre il 2 gennaio in memoria di san Defendente, membro della legione tebana martire presso Marsiglia sotto Massimiano.

## Persone

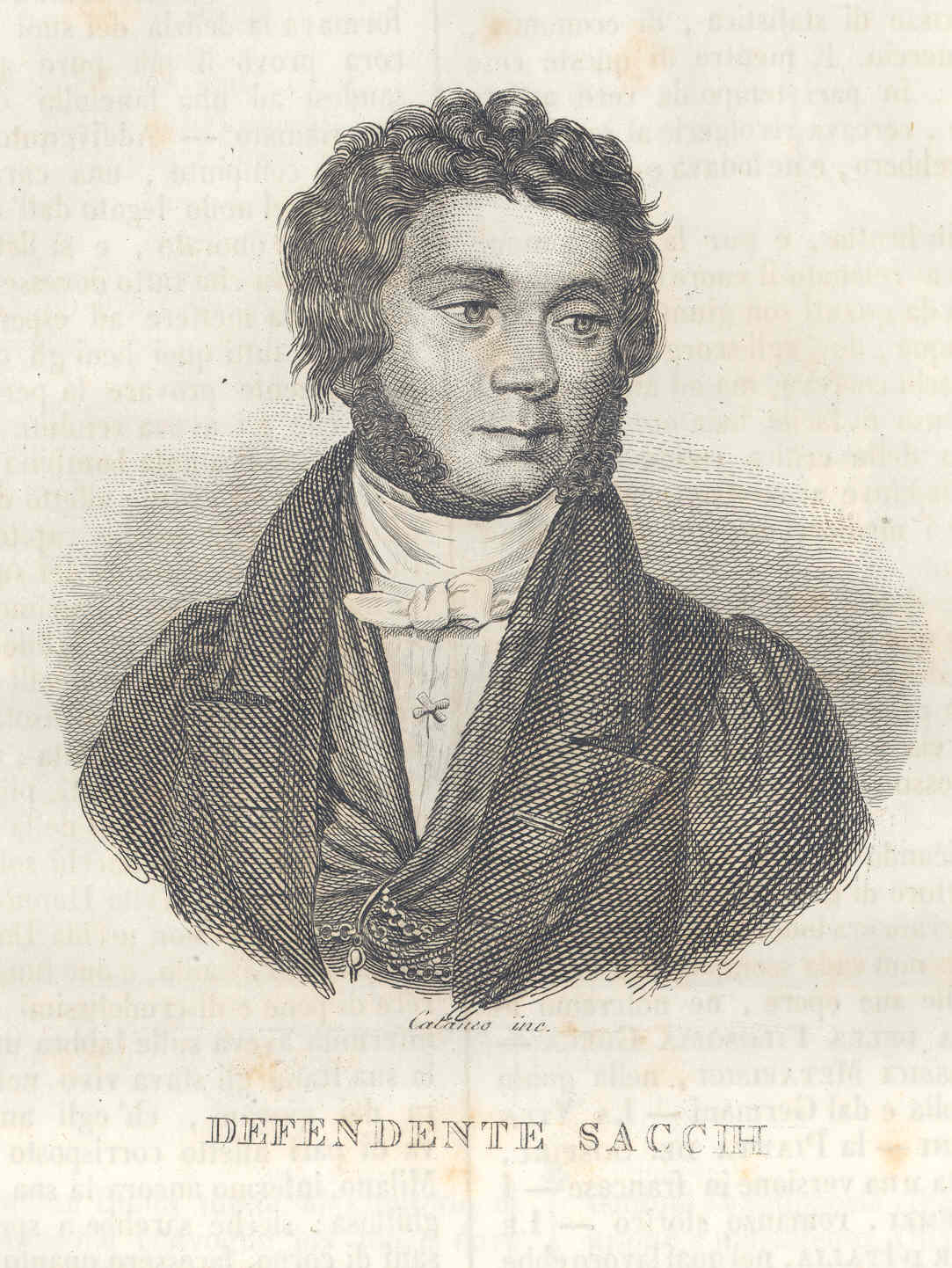
Defendente Sacchi

- Defendente Ferrari, pittore italiano
- Defendente Sacchi, giornalista, filosofo e scrittore italiano